# Irina Iermakova
Irina Iermakova   (Kertx, 7 de març de 1951) nom de ploma d'Irina Aleksàndrovna Iermakova és una poeta i traductora russa.

## Biografia
Va néixer en una embarcació, mentre la seva mare travessava el canal de a Kertx. Es va graduar a l' Institut d'Enginyers del Transport de Moscou den l'especialitat de "Ponts i túnels" (1974), com la seva mare. Va treballar dotze anys com a enginyera per al disseny d'estructures de ponts.
A finals dels 80, va dirigir l'estudi literari «Красный Октябрь» ("Octubre Roig"). Al mateix temps, comença a treballar com a editora. Des de finals dels anys 90, es dedica a la traducció poètica. El 1995, ingressà a la Unió d'escriptors de Moscou. Ha participat en molts festivals nacionals i internacionals. És autora de set llibres de poesia i des de l'any 2003 és membre del PEN rus. Els seus poemes han estat traduïts a l'anglès, àrab, búlgar, italià, català, xinès, letó, macedònic, alemany, polonès, portuguès, romanès, serbocroat, francès i altres llengües. Viu a Moscou.
Una selecció dels seus poemes, junt amb d'altres de Maksim Amelin, fou objecte de traducció al català a la XXIII edició del Seminari de Traducció Poètica de Farrera dedicat a poetes russos, on assistiren i participaren els dos autors, que donà lloc a l'antologia Esperit i fang.

## Llibres[1]
- Ермакова И. А. Провинция (La província). — М.: Центр ПРО, 1991. С. 96.
- Ермакова И. А. Виноградник (La vinya). — М.: Исида, 1994. С. 90.
- Ермакова И. А. Стеклянный шарик (La bola de vidre). — М.: Наша марка, 1998. С. 64.
- Ермакова И. А. Колыбельная для Одиссея (Cançó de bressol per a Odisseu i altres poemes). — М.: Журнал поэзии «Арион», 2002. С. 120.
- Ермакова И. А. Улей (El rusc). — М.: Воймега, 2007. С. 84.
- Ermakova Irina Ninna-nanna per Odisseo e altre poesie. — Italia: Novara, 2008 (traduït a l'italià). С. 64.
- Ермакова И. А. В ожидании праздника (Tot esperant la festa). — Владивосток: Альманах «Рубеж», 2009. С. 132.
- Ермакова И. А. Алой тушью по черному шелку (Amb tinta escarlata sobre seda negra). — М.ː О.Г.И.-Б.С.Г.-Пресс, 2012. С. 168. ISBN 978-5-93381-305-7.[7][8]
- Ермакова И. А. Седьмая (La setena). — М.ː Воймега, 2014. — С. 88.[9][10]

## Premis[1]
- Премия журнала поэзии «Арион» (Premi de la revista "Arion") (2004).[11]
- Премия журнала «Октябрь» (Premi Octubre) (2004,[4] 2010)
- Премия Anthologia (Premi Antologia) (2007)
- Премия «Московский счёт» (Premi Moskovski sxot) (Большая премия 2008, Специальная премия 2013).